# Дивотино (нос)
Носът Дивотино (на английски: Divotino Point) е остър и нисък, свободен от лед морски нос на югоизточния бряг на полуостров Алфатар, остров Робърт, вдаващ се 200 m в залива Мичъл. Разположен 2 km североизточно от нос Димчо Дебелянов и 3,35 km северно от нос Негра.
Координатите му са: 62°22′47″ ю. ш. 59°38′27″ з. д. / 62.379722° ю. ш. 59.640833° з. д..
Наименуван е на селището Дивотино в Западна България. Името е официално дадено на 23 ноември 2009 г. Обнародвано е с указ на Президента на Република България от 31 май 2016 г.
Картографиране българско от 2009 г. и 2010 г.

## Карти
- L.L. Ivanov. Antarctica: Livingston Island and Greenwich, Robert, Snow and Smith Islands. Scale 1:120000 topographic map. Troyan: Manfred Wörner Foundation, 2009. ISBN 978-954-92032-6-4